# Zedernholz-Täubling
Der Zedernholz-Täubling  (Russula badia, Syn.: Russula friesii) ist ein Pilz aus der Familie der Täublingsverwandten. Der Täubling heißt auch Heimtückischer Täubling, weil das Fleisch erst mild und erst mit einiger Verzögerung brennend scharf schmeckt.

## Merkmale

### Makroskopische Merkmale
Der Hut ist 8–13 Zentimeter breit, anfangs halbkugelig, später gewölbt bis ausgebreitet, mit oft niedergedrückter Mitte. Die Huthaut ist glatt, bei feuchter Witterung schmierig bis klebrig, dunkel blutrot oder rotbraun, oft auch heller bis nahezu karminrot.
Die Lamellen sind am Stiel ausgebuchtet angewachsen, stehen relativ dicht und sind recht brüchig. Sie sind jung hell gelblich und später buttergelb gefärbt. Bisweilen sind die Schneiden auch rosa getönt. Der Sporenstaub ist ockergelb.
Der Stiel ist 4–10 Zentimeter lang, 1–3 Zentimeter dick und kräftig. Er ist weiß, doch meist rosa überlaufen, jung recht fest und im Alter schwammig.
Auch das Fleisch ist weiß, ziemlich fest und schmeckt erst nach längerem Kauen überaus brennend scharf. Die geriebenen Lamellen riechen mehr oder weniger deutlich nach Zedernholz (Zigarrenkistenholz!).

### Mikroskopische Merkmale
Die Sporen sind recht variabel, 8–10(11) µm lang und 6,5–7,5 (8) µm breit. Die kleinen dornigen Warzen sind zu einem mehr oder weniger unvollständigen Netz verbunden. Die Basidien (43–57 × 10–15 µm) haben 4 Sterigmen. Die Pleurozystiden (60–92 (150) × 8,5–12 µm) sind zerstreut bis mäßig häufig. Sie sind zylindrisch, keulig oder lanzettlich geformt, oben stumpf oder spitz, oder vielfach auch mit einem 3–4 µm langen Spitzchen appendikuliert und färben sich mit Sulfovanillin blau an.
Die Pileozystiden in der Huthaut (Suprapellis) sind unregelmäßig schmalkeulig, 6–10(12) µm breit und gewöhnlich ein- bis dreifach septiert. Die Hyphen-Endzellen sind schlank, 3–2 µm breit und mehr oder weniger zugespitzt. Die Huthauthyphen haben Vakuolenpigmente, Membranpigmente kommen nicht vor.

## Artabgrenzung
Wegen seines brennenden Geschmacks und des Fehlens besonderer auffälliger Merkmale ist der Zedernholz-Täubling ein unangenehmer Doppelgänger der dunkelroten oder rotbraunen essbaren Täublinge, insbesondere des Braunen Ledertäublings.
Ebenfalls ähnlich ist der Scharfe Brauntäubling (Russula adulterina), der etwas weniger scharf schmeckt und mehr obstartig riecht.

## Ökologie
Der Zedernholz-Täubling ist wie alle Täublinge ein Mykorrhizapilz, der vorwiegend mit Fichten und Kiefern eine symbiotische Beziehung eingeht.
Der Täubling kommt vorwiegend in Nadelwäldern vor. Man findet ihn in Weißtannenwäldern wie Preiselbeer-Tannenwäldern, in Fichtenwäldern wie Fichtenbruchwäldern, Alpenlattich-Fichtenwäldern, Alpendost-Fichtenwäldern und in Kiefernwäldern wie Weißmoos-Kiefernwäldern und in entsprechenden Fichten- und Kiefernforsten.
Der Täubling bevorzugt saure Sand- oder Silikatböden im Bergland, im Flachland ist er nur selten zu finden. Die Fruchtkörper erscheinen von Juni bis Oktober, selten später.

## Verbreitung

Europäische Länder mit Fundnachweisen des Zedernholz-Täublings.
Legende:
Länder mit Fundmeldungen
Länder ohne Nachweise
keine Daten
außereuropäische Länder

Der Pilz kommt vorwiegend in West- und Mitteleuropa vor und wurde außerdem noch in Marokko nachgewiesen.

## Systematik

### Infragenerische Systematik
Der Zedernholz-Täubling wird in die Subsektion Maculatinae (Urentinae) innerhalb der Sektion Insidiosinae (Subgenus Insidiosula) gestellt. Die Vertreter dieser Subsektion haben meist rote, gelb, oder purpurrote Hüte. Sie schmecken scharf und haben ein gelbes Sporenpulver.

### Unterarten und Varietäten
Rolf Singer beschreibt die von Krombholz definierte Art Russula cinnamomicolor als Russula badia var. cinnamomicolor. Marcel Bon sieht in diesem Taxon allerdings eine Varietät von Russula cuprea, dem Purpurbraunen Dotter-Täubling; also Russula cuprea var. cinnamomicolor.

## Bedeutung
Der Pilz ist aufgrund seines scharfen Geschmacks ungenießbar oder giftig. Er zählt mit zu den schärfsten Täublingen.